# Lepturges elegantulus
Lepturges elegantulus là một loài bọ cánh cứng trong họ Cerambycidae.